# Marco Pigossi
Marco Fábio Maldonado Pigossi (São Paulo, 1 de fevereiro de 1989) é um ator e produtor brasileiro. Ficou mais conhecido em 2009 ao dar vida ao personagem Cássio na novela Caras & Bocas, da rede Globo.

## Biografia
Nascido em São Paulo, é filho de Oswaldo Pigossi e Mariness Maldonado. É formado em comunicação social com habilitação em rádio e televisão pela Universidade Anhembi Morumbi. Foi nadador profissional, sendo vice-campeão paulista em 2005, pelo clube Athletico Paulistano.

## Carreira

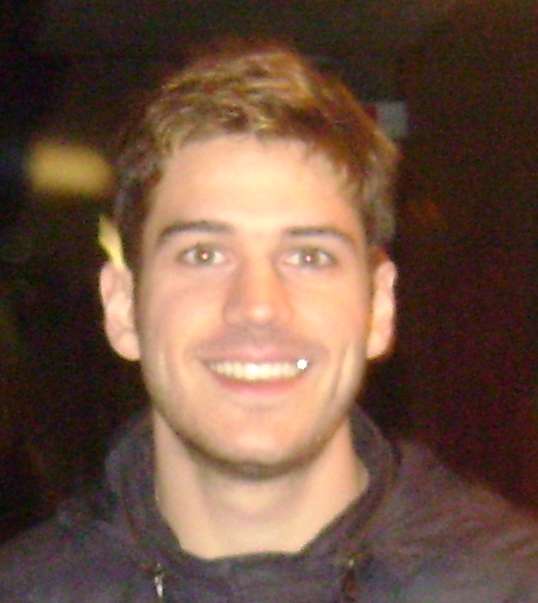
Pigossi em 2011.

Começou sua carreira aos 13 anos através do teatro, fazendo um aula por curiosidade, onde se encantou pela atuação, se formando aos 17 anos.
Em 2003, foi escalado para atuar na versão brasileira da telenovela Rebelde Way como Paulo Roberto, que seria exibida no SBT, tendo já tinha gravado três capítulos e músicas da banda musical no qual faria parte, porém a versão foi desaprovada pelo Cris Morena Group, produtora da versão argentina da franquia. Em 2004, foi contratado pela TV Globo e fez parte do elenco da minissérie Um Só Coração, onde viveu o estudante revolucionário Dráusio Marcondes de Souza. Em 2007, participou da telenovela Eterna Magia, interpretou Miguel Finnegan. Ainda em 2007, viveu o adolescente Bruno na minissérie Queridos Amigos. Em 2009, teve o maior destaque de sua carreira até então, em Caras & Bocas, interpretando o personagem cômico Cássio, que fez sucesso com seus  dois Bordões: "Choquei!" e "Estou rosa-chiclete".

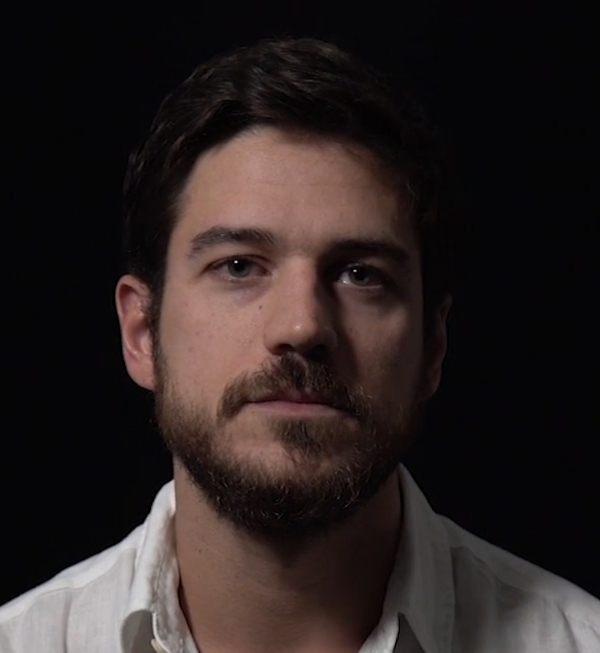
Marco em 2018.

Em 2010, interpretou um playboy no remake de Ti Ti Ti, onde fez o Pedro Luís, filho mais velho do protagonista Jacques L' Clair (Alexandre Borges). Em 2011, fez parte do elenco da trama Fina Estampa no papel de Rafael. Em 2012, integrou o elenco da novela Gabriela vivendo Juvenal Leal. Em 2013, interpretou Bento, seu primeiro protagonista na novela Sangue Bom. Em 2014, foi escalado para viver Rafael, o protagonista da telenovela Boogie Oogie. Em 2015, foi escalado para a novela A Regra do Jogo, interpretando o policial Dante. Em 2017, interpretou o caminhoneiro Zeca na novela de A Força do Querer. Em 2018, interpretou Nonato na super-série Onde Nascem os Fortes.
Ainda em 2018, decidiu não renovar com a TV Globo e assinou contrato com a Netflix, protagonizando a série australiana Tidelands, no papel de Dylan. Novamente com a Netflix, Pigossi ingressou na terceira e última temporada da série hispânica Alta Mar, lançada em 7 de agosto de 2020, interpretando o agente Fábio.
Em 2021, protagonizou a série da Netflix, Cidade Invisível, interpretando o detetive Eric. A trama retratou um submundo habitado por criaturas míticas que evoluíram a partir de uma linhagem do folclore brasileiro. Em 2023, entrou para o elenco da série Gen V, do Prime Video, vivendo o personagem Dr. Edison Cardosa.

## Vida pessoal
Em 2020, começou a namorar o cineasta italiano Marco Calvani, todavia o ator só tornou público seu relacionamento em novembro de 2021. Em dezembro de 2023, revelou ter assinado um documento que formaliza a união com Calvani e afirmou ter planos de um casamento. Pigossi e Calvani se casaram em 26 de dezembro de 2023 em São Paulo.
Antes de Calvani, se relacionou por oito anos com outro homem, terminando porque ''se apaixonou'' por uma atriz com quem contracenou. Depois disso, teve mais um relacionamento com uma mulher. O artista hoje se identifica como gay e questiona se seus relacionamentos heterossexuais anteriores eram uma maneira de tentar se encaixar: ''Namorei com elas porque eu queria ser hétero? Queria ser bi? Eu não sei''. Em um longo artigo para a Piauí, Pigossi escreveu sobre as dificuldades que enfrentou para conseguir se assumir, incluindo a relação com o pai e o medo de perder papéis.
Desde 2018 mora em Los Angeles, nos Estados Unidos. Ele afirma que a mudança de país aumentou sua capacidade de observação e influenciou sua decisão de revelar publicamente sua orientação sexual, fortalecendo seu compromisso com a visibilidade e apoio à causa LGBTQIA+.

## Filmografia

### Televisão
| Ano  | Título                | Personagem                   | Notas                       |
| ---- | --------------------- | ---------------------------- | --------------------------- |
| 2004 | Um Só Coração         | Dráusio Marcondes de Souza   | Episódios: "6–7 de janeiro" |
| 2007 | Eterna Magia          | Miguel Finnegan              |                             |
| 2008 | Queridos Amigos       | Bruno                        |                             |
| 2009 | Caras & Bocas         | Cássio Amaral                |                             |
| 2010 | Ti Ti Ti              | Pedro Luis Spina             |                             |
| 2011 | Fina Estampa          | Rafael Fernandes             |                             |
| 2012 | Gabriela              | Juvenal Leal                 |                             |
| 2013 | Sangue Bom            | Bento de Jesus               |                             |
| 2014 | Boogie Oogie          | Rafael Castro e Silva        |                             |
| 2015 | A Regra do Jogo       | Dante Stewart dos Santos     |                             |
| 2017 | A Força do Querer     | José Ribamar do Carmo (Zeca) |                             |
| 2018 | Onde Nascem os Fortes | Nonato Ferreira da Silva     | Episódios: "23–26 de abril" |
| 2018 | Tidelands             | Dylan Sauge                  |                             |
| 2020 | Alta Mar              | Fábio                        | Temporada 3                 |
| 2021 | Cidade Invisível      | Eric Alves                   | Temporadas 1–2              |
| 2023 | Gen V                 | Dr. Edison Cardosa           |                             |
| 2024 | Astronauta            | Astronauta Pereira           |                             |

### Cinema
| Ano  | Título                       | Personagem    | Nota                                |
| ---- | ---------------------------- | ------------- | ----------------------------------- |
| 2005 | O Diário Aberto de R.        | Rafael        | Também produtor executivo; Co-autor |
| 2009 | Universos Paralelos          | Theo          | Curta-metragem                      |
| 2017 | A Última Chance              | Fábio Leão    |                                     |
| 2018 | O Nome Da Morte              | Júlio Santana |                                     |
| 2018 | Carne                        | —             | Produtor executivo; curta-metragem  |
| 2022 | Corpolítica                  | —             | Produtor                            |
| 2024 | Maré Alta                    | Lourenço      | Também produtor executivo           |
| 2024 | Maníaco do Parque            | Vicente       |                                     |
| 2024 | Bone Lake                    | Diego         |                                     |
| 2025 | Privadas de Suas Vidas       | [ 64 ]        |                                     |
| 2025 | Caviar Star                  | J.V. Wolf     | Curtas-metragem                     |
| 2025 | You are Dating a Narcissist! | Theo          |                                     |
| 2025 | Quarto do Pânico             | [ 66 ]        |                                     |

### Vídeo musical
| Ano  | Canção             | Artista   |
| ---- | ------------------ | --------- |
| 2020 | "Decline and Fall" | Brian Eno |

## Teatro
| Ano  | Título                        | Personagem     | Nota       |
| ---- | ----------------------------- | -------------- | ---------- |
| 2006 | O Despertar da Primavera      | Melchior Gabor |            |
| 2006 | Os Dois Cavalheiros de Verona |                |            |
| 2010 | Paixão de Cristo              | Pôncio Pilatos |            |
| 2011 | O Santo e A Porca             | Dodô           |            |
| 2011 | As Eruditas                   | Cristóvão      |            |
| 2012 | O Olho Azul da Falecida       | Hal            | Coprodutor |
| 2012 | O Auto da Compadecida         | Chicó          |            |
| 2014 | Doce Pássaro da Juventude     |                |            |
| 2015 | O Sucesso a Qualquer Preço    | Rick Roma      |            |

## Prêmios e indicações
| Ano  | Prêmio                          | Categoria                               | Indicação                  | Resultado |
| ---- | ------------------------------- | --------------------------------------- | -------------------------- | --------- |
| 2009 | Prêmio Extra de Televisão       | Melhor Revelação                        | Caras & Bocas              | Venceu    |
| 2009 | Melhores do Ano                 | Melhor Ator Revelação                   | Caras & Bocas              | Indicado  |
| 2010 | Prêmio Contigo! de TV           | Melhor Ator Revelação                   | Caras & Bocas              | Indicado  |
| 2012 | Prêmio Contigo! de TV           | Melhor Ator Coadjuvante                 | Fina Estampa               | Indicado  |
| 2012 | Meus Prêmios Nick               | Gato do Ano                             | Fina Estampa               | Indicado  |
| 2012 | Prêmio Quem                     | Melhor Ator Coadjuvante                 | Gabriela                   | Indicado  |
| 2013 | Prêmio Extra de Televisão       | Melhor Ator                             | Sangue Bom                 | Indicado  |
| 2013 | Prêmio Quem                     | Melhor Ator                             | Sangue Bom                 | Indicado  |
| 2013 | Capricho Awards                 | Melhor Ator Nacional                    | Sangue Bom                 | Indicado  |
| 2013 | Meus Prêmios Nick               | Ator Favorito                           | Sangue Bom                 | Indicado  |
| 2013 | Restrospectiva UOL              | Melhor Casal (com Sophie Charlotte)     | Sangue Bom                 | Indicado  |
| 2016 | Prêmio Aplauso Brasil de Teatro | Melhor Ator                             | O Sucesso a Qualquer Preço | Indicado  |
| 2017 | Melhores do Ano                 | Melhor Ator                             | A Força do Querer          | Venceu    |
| 2017 | Prêmio Contigo! Online          | Melhor Ator                             | A Força do Querer          | Venceu    |
| 2017 | Prêmio F5                       | Melhor Ator                             | A Força do Querer          | Venceu    |
| 2017 | Troféu UOL TV e Famosos         | Melhor Ator (voto do público)           | A Força do Querer          | Venceu    |
| 2017 | Prêmio Gshow                    | O Crush do Ano                          | A Força do Querer          | Venceu    |
| 2017 | Prêmio Gshow                    | Shipp do Ano (com Paolla Oliveira)      | A Força do Querer          | Venceu    |
| 2017 | Melhores do Ano Minha Novela    | Melhor Ator (voto público)              | A Força do Querer          | Venceu    |
| 2017 | Melhores do Ano Minha Novela    | Melhor Casal (com Paolla Oliveira)      | A Força do Querer          | Venceu    |
| 2018 | Troféu Imprensa                 | Melhor Ator                             | A Força do Querer          | Venceu    |
| 2018 | Troféu Internet                 | Melhor Ator                             | A Força do Querer          | Indicado  |
| 2021 | Séries em Cena Awards           | Crush do Ano                            | Marco Pigossi              | Indicado  |
| 2021 | Séries em Cena Awards           | Melhor Ator em Série Nacional           | Cidade Invisível           | Venceu    |
| 2021 | Prêmio Jovem Brasileiro         | Melhor Ator                             | Cidade Invisível           | Indicado  |
| 2021 | Prêmio F5                       | Melhor Ator de Série                    | Cidade Invisível           | Indicado  |
| 2021 | Prêmio Notícias da TV           | Ator ou Atriz de Série                  | Cidade Invisível           | Indicado  |
| 2021 | Melhores do Ano NaTelinha       | Melhor Ator                             | Cidade Invisível           | Indicado  |
| 2021 | Prêmio APCA de Televisão        | Melhor Ator                             | Cidade Invisível           | Indicado  |
| 2021 | Poc Awards                      | Poc do Ano (voto popular)               | Marco Pigossi              | Venceu    |
| 2022 | Prêmio Platino                  | Melhor Interpretação Masculina em Série | Cidade Invisível           | Indicado  |
| 2022 | CCXP Awards                     | Melhor Ator Série (Brasil)              | Cidade Invisível           | Indicado  |

### Outras honras
- Em 2018, eleito na lista "Under 30", os jovens de destaques do Brasil, da revista Forbes na categoria Artes & Espetáculos/Entretenimento.[101]